# آدنوزین منوفسفات
آدنوزین منوفسفات (به انگلیسی: Adenosine monophosphate) با فرمول شیمیایی C۱۰H۱۴N۵O۷P دارای جرم مولی آن ۳۴۷٫۲۲ g/mol می‌باشد.
آدنوزین تری فسفات یا (ATP)، نوکلئوتیدی است که در سلولها به عنوان حامل انرژی به کار می‌رود. آدنوزین تری فسفات با انتقال انرژیش به مولکولهای دیگر، گروه انتهایی فسفات خود را از دست داده و به آدنوزین دی فسفات (ADP) تبدیل می‌شود یا اینکه با از دست دادن دو گروه فسفات (PP۱)، به آدنوزین منو فسفات (AMP) تغییر می‌یابد، که این فراورده‌ها نیز مجدداً می‌توانند با کسب فسفات به (ATP) تبدیل شوند.